# Otto Bach (Heimatforscher)
Otto Bach (* 19. Februar 1924 in Engers; † 10. August 2010) war ein deutscher Heimatforscher. Von 1963 bis zu seinem Tod hat er in Heiligenloh (Twistringen, Niedersachsen) gelebt und gearbeitet.

## Leben
Otto Bach wuchs in Engers auf. Nach dem Besuch der Oberschule in Neuwied erhielt er 1943 das Reifezeugnis. Er war Soldat im Zweiten Weltkrieg, anschließend in englischer Kriegsgefangenschaft (bis 1947). Danach arbeitete er als Angestellter bei der Justizverwaltung in Hannover und konnte erst 1951 mit dem Studium beginnen. Nach Abschluss seines Lehrerstudiums an der Pädagogischen Hochschule (PH) Celle 1953 war seine erste Lehrerstelle in Beber (Bad Münder, Krs. Springe). Nächste Station war 1957 die Einklassige Volksschule in Duddenhausen (Bücken). Von 1963 bis 1986 war Bach an der Volksschule in Heiligenloh als Pädagoge tätig und ab 1970 als Leiter der dortigen Grundschule.
1978 gründete er – zusammen mit dem Realschullehrer Friedrich Kratzsch – das Stadtarchiv in Twistringen, das beide bis zu Bachs Tod im Jahr 2010 zusammen ehrenamtlich leiteten. Ab 1986 war Bach verstärkt als Heimatforscher tätig und hat zahlreiche Bücher und Broschüren zur Regionalgeschichte der Twistringer Region verfasst.

## Publikationen
- zusammen mit Friedrich Kratzsch: Twistringen in alten Ansichten. Zaltbommel (NL) 1979
- Twistringer Mühlengeschichte. Harpstedt 1984
- zusammen mit Friedrich Kratzsch u. a.: Twistringen – Eine Heimatkunde. Twistringen 1986
- Schule auf dem Dorfe. Beiträge zur Schulgeschichte im Raume Heiligenloh. Syke 1987
- Höfeverzeichnis. In: Friedrich Kratzsch: Alte Rechte und bäuerliche Verhältnisse im Kirchspiel Twistringen. Harpstedt 1989
- Borwede – Ein Dorf und seine Menschen. Borwede 1993
- Alte Karten zur Region Hoya – Diepholz in staatlichen Sammlungen (Katalog zum Nachweis von 1712 Kartentiteln). Syke 1988
- Heimatgeschichte im Spiegel der Karte. Diepholz 1999, ISBN 3-00-004376-4
- (Hrsg. Stadt Twistringen:) 750 Jahre Twistringen. (Jubiläumschronik), Twistringen 2000
- Ellinghausen. Beiträge zur Geschichte eines Dorfes aus acht Jahrhunderten. Ellinghausen 2003
- (Red., Beiträge) In: Twistringen... für Sie. Vierteljahresschrift der Stadt Twistringen mit zahlreichen heimatkundlichen Beiträgen (12/1979 bis 12/2003).

## Auszeichnungen
- 1989 Verdienstorden des Landes Niedersachsen